# Citronella engleriana
Citronella engleriana là một loài thực vật có hoa trong họ Cardiopteridaceae. Loài này được (Loes.) R.A.Howard mô tả khoa học đầu tiên năm 1940.